# Maria Sagrario od św. Alojzego Gonzagi
Maria Sagrario od św. Alojzego Gonzagi (ur. 8 stycznia 1881 w Lillo, zm. 15 sierpnia 1936 w Madrycie) – hiszpańska karmelitanka, męczennica i błogosławiona Kościoła katolickiego.

## Życiorys
W 1886 roku wraz z rodziną przeprowadziła się do Madrytu. Od 1900 do 1905 roku studiowała farmację i otrzymała dyplom na uniwersytecie w Madrycie. Po wstąpieniu do klasztoru karmelitańskiego św. Anny i św. Józefa 21 grudnia 1915 roku odbyła nowicjat i przyjęła imię Maria Sagrario od św. Alojzego Gonzagi. W latach 1927–1936 dwukrotnie była przełożoną zgromadzenia. Po wybuchu wojny domowej w Hiszpanii trafiła do republikańskiego więzienia, a następnego dnia została stracona przez rozstrzelanie.
Jej beatyfikacji dokonał papież Jan Paweł II 10 maja 1998 roku.